# 男の名は仮面ライダー
「男の名は仮面ライダー」（おとこのなはかめんライダー）は、水木一郎、並びにザ・チャープス、こおろぎ'73のシングル。
1980年5月1日に日本コロムビアから発売された。型番はSCS-551。

## 概要
表題曲「男の名は仮面ライダー」は、テレビドラマ（特撮番組）『仮面ライダー (スカイライダー)』の後期オープニングテーマとして使用された。カップリングには、同じく水木一郎が歌う同作後期エンディングテーマ「輝け!8人ライダー」が収録されている。
両曲とも『仮面ライダー (スカイライダー)』29話から使用された。

## 収録曲
1. 男の名は仮面ライダー
歌：水木一郎
作詞：石森章太郎、作曲・編曲：菊池俊輔
  - 特撮番組『仮面ライダー (スカイライダー)』オープニングテーマ2
2. 輝け!8人ライダー
歌：水木一郎、ザ・チャープス
作詞：八手三郎、作曲：菊池俊輔、編曲：武市昌久
  - 特撮番組『仮面ライダー (スカイライダー)』のエンディングテーマ2

## カバー
『よいこにおくる テレビ主題歌ヒット・ソング』（20AH-1290、1980年発売）
石岡ひろし - CBS・ソニー（ソニー・ミュージックレコーズ）による「男の名は仮面ライダー」のカバーを収録。